# Ковалентність
Ковалентність — число ковалентних зв'язків, які може утворювати атом. Дорівнює числу тих електронів на атомних орбіталях його валентної оболонки, що здатні стати успільненими при утворенні зв'язку.